# 日本のクリスマスは山口から
日本のクリスマスは山口から（にほんのクリスマスはやまぐちから）は、日本で初めて山口県山口市でクリスマスを祝う行事が行われた事を記念して行われているイベント。

## 概要
1551年に山口の地でフランシスコ・ザビエルがキリスト教の布教活動を行ったのが、同地でキリスト教が広まるきっかけとなった。翌年の12月9日（陽暦の12月24日）には当時山口で布教活動を行っていた宣教師コスメ・デ・トーレスらが司祭館に日本人信徒を招き、宣教師らによって賛美歌が歌われ、クリスマスが祝われたのが、日本でクリスマスが祝われた始まりとされている。この史実は地元でも長きにわたって注目されることはなく、人々に広く知られることはなかったが、1991年に焼失した山口サビエル記念聖堂が再建され、1998年に落成した際に脚光を浴びることになった。落成に先駆けて、1997年12月に完成記念プレイベントとして『「日本のクリスマスは山口から」フェスタ』が行われた。これが現在のイベントの始まりである。
1999年、日本のクリスマス発祥の地のシンボルとして山口市一の坂川沿い（中河原）のイベントスペース『クリエイティブ・スペース赤れんが』前にもみの木が植樹され、以後はこのもみの木とその周辺にイルミネーションが飾り付けられ、各種イベントが行われている。
2006年11月には、ナバラ州（ザビエルの生地）の州首相から、山口市が日本のクリスマス発祥の地であることの認定書を受けている。
2008年4月に「日本のクリスマスは山口から実行委員会」が設立され、毎年12月限定で山口市を「クリスマス市」に改名する「12月、山口市はクリスマス市になる」宣言を行った。日本郵便では、期間中に山口市宛ての郵便物の郵政住所を「クリスマス市」宛てにしても郵便物を届ける体制を取っている。